# 22 августа
22 августа — 234-й день года (235-й в високосные годы) по григорианскому календарю.
До конца года остаётся 131 день.
До 15 октября 1582 года — 22 августа по юлианскому календарю, с 15 октября 1582 года — 22 августа по григорианскому календарю.
В XX и XXI веках соответствует 9 августа по юлианскому календарю.

## Праздники и памятные дни

### Общественные
- ООН — Международный день памяти жертв актов насилия на основе религии или убеждений[2].

### Национальные
- Россия — День Государственного флага.
- Республика Коми - День Республики Коми[3], дополнительный выходной день в республике.

### Религиозные
Православие
- Память апостола Матфия (ок. 63);
- Собор Соловецких святых;
- память мученика Антония Александрийского[6];
- память преподобного Псоя Египетского (IV в.);
- память мучеников Иулиана, Маркиана, Иоанна, Иакова, Алексия, Димитрия, Фотия (Фоки), Петра, Леонтия, мученицы Марии патрикии и других (730)[7];
- память преподобномученицы Маргариты (Гунаронуло), игуменьи (1918);
- память святителя Филарета (Гумилевского), архиепископа Черниговского (1866)[8].

### Именины

#### Православные
Дата дана по новому стилю:
Мужские
- Алексий (Алексей) — мученик Алексий Константинопольский;
- Антоний (Антон) — мученик Антоний Александрийский;
- Григорий — мученик Григорий;
- Димитрий (Дмитрий) — мученик Димитрий Константинопольский;
- Иаков (Яков) — мученик Иаков Константинопольский;
- Иоанн (Иван):
  - мученик Иоанн Константинопольский;
  - преподобный Иоанн Яренгский (Собор соловецких Святых)
- Иулиан (Юлиан, Ульин) — мученик Иулиан Константинопольский;
- Леонтий (Леонт) — мученик Леонтий Константинопольский;
- Лонгин — Лонгин Яренгский (Собор соловецких Святых);
- Макарий (Макар) — преподобный Макарий Оредежский;
- Маркиан — мученик Маркиан Константинопольский;
- Матфий (Матфей, Матвей) — апостол Матфий;
- Пётр — мученик Пётр Константинопольский;
- Псой — преподобный Псой Египетский;
- Самуил (Самойло, Самойла) — мученик Самуил, пресвитер Эдесский;
- Фока — мученик Фотий (Фока) Константинопольский;
- Фотий (Фотин, Фот, Фотей, Фатёй)— см. выше (Фока)

Женские
- Ирина — Ирина, царица;
- Мария — мученица Мария Константинопольская.

## События

### До XIX века
- 1456 — господарем Валахии стал Влад Дракула, послуживший прототипом персонажа романа Брэма Стокера «Дракула».
- 1485
  - Генрих Тюдор, граф Ричмондский, провозглашён королём Англии под именем Генриха VII.
  - Битва при Босворте, решающее сражение войны Алой и Белой розы.
- 1531 — битва при Обертыне — войско Королевства Польского одержало победу над втрое большим войском Молдавского княжества.
- 1654 — Яаков Барсимсон прибыл в Новый Амстердам. Это был первый известный еврейский эмигрант в Северную Америку.
- 1663 — царь Алексей Михайлович издал указ о «ссылке в Сибирь на вечное житьё с жёнами и детьми поддельщиков монет».
- 1767 — Екатерина II издала указ, запрещающий крестьянам жаловаться на помещиков лично императрице или императору.
- 1770 — Джеймс Кук объявил восточное побережье Австралии владением британской короны и назвал его Новый Южный Уэльс[10].
- 1795 — во Франции Национальным конвентом принята Конституция III года, впервые утвердившая всеобщее избирательное право.
- 1796 — после недолгого существования бурская республика Грааф-Рейнет оккупирована Великобританией и включена в состав Капской колонии.

### XIX век
- 1812 — экспедиция швейцарского археолога Иоганна Бурхардта обнаружила в 180 км от Аммана руины древнего города Петра, в котором, по преданию, Моисей добыл воду из скалы.
- 1818 — Великое герцогство Баден приняло либеральную конституцию в ответ на территориальные претензии Баварии.
- 1845 — закладка крупнейшего храма города Елец (ныне в Липецкой области) и второго по величине храма России — Вознесенского собора.
- 1846 — Нью-Мексико включено в состав США.
- 1849 — осаждающие Венецию австрийцы сбрасывают с аэростатов зажигательные снаряды, проводя первую бомбардировку.
- 1851 — в Австралии обнаружены золотые месторождения.
- 1864 — подписана первая Женевская конвенция.
- 1865 — Уильям Шепперд получил патент на жидкое мыло.

### XX век
- 1906 — кубинские бизнесмены обратились к США с просьбой аннексировать Кубу.
- 1909 — в Реймсе началось первое в мире авиашоу, продолжавшееся неделю. Для участия в состязаниях были заявлены 38 аэропланов, но взлететь смогли только 23.
- 1910 — подписан договор о присоединении Кореи к Японии.
- 1911 — в Англии принят секретный закон, провозглашающий преступлением публикацию без разрешения любой официальной правительственной информации.
- 1914 — в России на период войны запрещена продажа спиртных напитков.
- 1915 — Первая мировая война: падение крепости Осовец.
- 1921 — в составе РСФСР образована Автономная область Коми (Зырян).
- 1932 — Би-Би-Си начала экспериментальное телевещание.
- 1933 — в Праге открылся Международный конгресс сионистов.
- 1938 — спущен на воду тяжёлый крейсер «Принц Ойген», третий корабль серии.
- 1939 — в Ленинграде состоялся рекордный заплыв мастера спорта Михаила Рейзена — от Шлиссельбурга до пл. Декабристов. За 13 ч. 11 мин. пловец преодолел 69 км[11].
- 1942 — на Кировском заводе в Челябинске начато конвейерное производство танков Т-34[12].
- 1944 — в учебных заведениях Японии отменены занятия, дети призваны на фабрики и заводы.
- 1948 — в Польше объявлено начало коллективизации.
- 1953 — в Москве подписано соглашение об аннулировании репараций ГДР в пользу СССР. Взимание их было прекращено с 1 января 1954 года.
- 1956 — американский певец Элвис Пресли начал сниматься в своём первом фильме «Братья Рено».
- 1961 — Международный астрономический союз официально утвердил названия деталей обратной стороны Луны, сфотографированных АМС «Луна-3»[13].
- 1962 — отправилась в плавание «Саванна» (США), первый в мире грузо-пассажирский атомоход.
- 1965 — в США прошла премьера второго фильма с участием «The Beatles» — «Help!».
- 1968
  - Синтия Леннон подала на развод с Джоном Ленноном за измену.
  - Папа римский Павел VI прибыл в столицу Колумбии Боготу, начав первый визит главы католической церкви в Латинскую Америку.
- 1970 — «Cosmo’s Factory» — пятый альбом группы «Creedence Clearwater Revival» — на 9 недель возглавил список самых популярных пластинок в США.
- 1972 — из Международного олимпийского комитета исключена Родезия.
- 1981 — катастрофа Boeing 737 под Мяоли, 110 погибших.
- 1984 — изготовлен последний автомобиль «Фольксваген-Рэббит».
- 1985 — катастрофа Boeing 737 в Манчестере, погибли 55 человек.
- 1988 — в Австралии выпущена первая платиновая монета с изображением коалы.
- 1989 — открыты кольца Нептуна.
- 1990 — начала вещание (первый эфир) независимая радиостанция «Эхо Москвы».
- 1991 — по итогам августовского путча 1991 года бело-сине-красный флаг провозглашён государственным флагом России.
- 1999 — во время тайфуна в Гонконге разбился самолёт McDonnell Douglas MD-11 компании China Airlines, погибли 3 человека, 208 получили ранения.

### XXI век
- 2002
  - Столица Австралии Канберра стала первым местом на континенте, где узаконены аборты.
  - Власти Таиланда запретили использовать слонов для передвижения по городским улицам.
- 2004 — в России принят закон о монетизации льгот.
- 2005 — Мария Шарапова стала первой российской теннисисткой, возглавившей рейтинг WTA.
- 2006 — катастрофа самолёта Ту-154 под Донецком. Погибли все 170 человек — пассажиры и 10 членов экипажа.
- 2012 — Россия официально вступила во Всемирную торговую организацию.
- 2015 — на авиашоу «Шорхэм» в Великобритании истребитель Hawker Hunter T7 упал на людей, погибли 11 человек, 14 были ранены.

## Родились

### До XIX века
- 1647 — Дени Папен (ум. 1712), французский изобретатель парового котла.
- 1741 — Жан-Франсуа де Лаперуз (погиб ок. 1788), французский мореплаватель.
- 1752 — граф Александр Тормасов (ум. 1819), русский военачальник, генерал от кавалерии, герой Отечественной войны 1812 года.
- 1760 — Лев XII (в миру Аннибале, граф делла Дженга; ум. 1829), 252-й папа римский (1823—1829).
- 1771 — Генри Модсли (ум. 1831), английский изобретатель токарно-винторезного станка.

### XIX век
- 1834 — Сэмюэл Лэнгли (ум. 1906), американский астроном, физик, изобретатель болометра, один из пионеров авиации.
- 1855 — Александр Чехов (ум. 1913), русский прозаик, публицист, мемуарист, старший брат Антона Чехова.
- 1858 — великий князь Константин Константинович (ум. 1915), российский государственный и военный деятель, писатель.
- 1860 — Пауль Нипков (ум. 1940), немецкий инженер, изобретатель в области телевидения.
- 1862 — Клод Дебюсси (ум. 1918), французский композитор.
- 1873 — Александр Богданов (ум. 1928), русский писатель и политический деятель.
- 1874 — Макс Шелер (ум. 1928), немецкий философ, один из основоположников аксиологии.
- 1877 — Ананда Кумарасвами (ум. 1947), метафизик, исследователь индийской философии и искусства.
- 1879 — Николай Рыбников (ум. 1956), актёр театра и кино, народный артист РСФСР.
- 1886 — Раймонда де Ларош (погибла в 1919), французская актриса, первая в мире женщина-пилот.
- 1891 — Жак Липшиц (ум. 1973), французский и американский скульптор.
- 1893 — Дороти Паркер (ум. 1967), американская писательница, поэтесса, журналистка.
- 1898 — Дмитрий Медведев (ум. 1954), командир партизанского отряда, Герой Советского Союза, писатель.

### XX век
- 1901 — Дмитрий Чечулин (ум. 1981), советский архитектор, главный архитектор Москвы в 1945—1949 годах.
- 1902
  - Порфирий Крылов (ум. 1990), народный художник СССР, Герой Социалистического Труда, участник коллектива «Кукрыниксы».
  - Лени Рифеншталь (ум. 2003), немецкий кинорежиссёр, фотограф, актриса, пропагандистка нацистской Германии.
- 1903 — Александр Старостин (ум. 1981), советский футболист, первый капитан московского «Спартака».
- 1904 — Дэн Сяопин (ум. 1997), китайский политик, фактический руководитель страны с 1976 до 1989 года.
- 1908
  - Анри Картье-Брессон (ум. 2004), французский фотохудожник, основатель агентства «Magnum Photos».
  - Леонид Пантелеев (ум. 1987), советский писатель.
  - Пётр Федосеев (ум. 1990), советский философ и общественный деятель, главный философ-идеолог КПСС.
- 1909 — Виктория Вронская (ум. 1992), американская пианистка и педагог.
- 1910 — Исаак Шмарук (ум. 1986), украинский советский кинорежиссёр.
- 1912 — Александр Кибальников (ум. 1987), советский скульптор, народный художник СССР.
- 1913 — Бруно Понтекорво (ум. 1993), итальянский, советский и российский физик-ядерщик, академик АН СССР и РАН.
- 1916 — Анатолий Калинин (ум. 2008), русский советский писатель.
- 1917 — Джон Ли Хукер (ум. 2001), американский блюзовый певец и гитарист.
- 1920
  - Рэй Брэдбери (ум. 2012), американский писатель-фантаст.
  - Дентон Кули (ум. 2016), американский хирург, впервые имплантировавший человеку искусственное сердце (1969).
- 1921 — Сергей Орлов (ум. 1977), русский советский поэт-фронтовик.
- 1922 — Мишлин Прель (ум. 2024), французская актриса и певица.
- 1927 — Ирина Скобцева (ум. 2020), советская киноактриса, народная артистка РСФСР.
- 1928 — Карлхайнц Штокхаузен (ум. 2007), немецкий композитор-авангардист.
- 1931 — Руй Герра, бразильский кинорежиссёр и актёр.
- 1939 — Сергей Козлов (ум. 2010), советский и российский писатель-сказочник.
- 1947
  - Георгий Сатаров, российский политик, общественный деятель, политолог, социолог, аналитик.
  - Татьяна Судец, советская и российская телеведущая, диктор, заслуженная артистка России.
- 1950 — Наталья Егорова, советская и российская актриса театра и кино.
- 1957 — Стив Дэвис, английский игрок в снукер, 6-кратный чемпион мира.
- 1961
  - Александр Дворников, российский военачальник, генерал-полковник, Герой Российской Федерации
  - Роланд Орзабал, вокалист и гитарист британского дуэта «Tears for Fears».
- 1966 — Ольга Сумская, советская и украинская актриса, телеведущая, народная артистка Украины.
- 1967 — Лейн Стейли (ум. 2002), вокалист американской рок-группы «Alice in Chains».
- 1968
  - Александр Мостовой, советский и российский футболист.
  - Алексей Сидоров, российский кинорежиссёр, продюсер, сценарист.
- 1970
  - Рикко Гросс, немецкий биатлонист, 4-кратный олимпийский чемпион, 9-кратный чемпион мира
  - Тимеа Надь, венгерская фехтовальщица на шпагах, двукратная олимпийская чемпионка, 6-кратная чемпионка мира
- 1973
  - Ховард Дуэйн Дороу, участник американской поп-группы «Backstreet Boys».
  - Кристен Кэролл Уиг, американская киноактриса, номинантка на премии «Оскар» и «Золотой глобус».
- 1974 — Марат Башаров, российский актёр театра и кино.
- 1975 — Родриго Санторо, бразильский киноактёр.
- 1979 — Марк Тишман, российский певец и композитор.
- 1981 — Кристина Обергфёлль, немецкая метательница копья, чемпионка мира (2013).
- 1983 — Тео Бос, нидерландский трековый и шоссейный велогонщик.
- 1988 — Артём Дзюба, российский футболист.
- 1992 — Кихара, Рюити, японский фигурист-парник, чемпион мира (2023 и 2025) и четырёх континентов (2023 и 2025).
- 1993 — Лаура Дальмайер (ум. 2025), немецкая биатлонистка, двукратная олимпийская чемпионка, семикратная чемпионка мира.
- 1995
  - Ким А Ран, южнокорейская шорт-трекистка, двукратная олимпийская чемпионка.
  - Дуа Липа, британская певица косовского происхождения, автор песен и модель.
- 1997 — Лаутаро Мартинес, аргентинский футболист.

## Скончались

### До XX века
- 408 — убит Стилихон (р. ок. 358), римский полководец и государственный деятель.
- 1280 — Николай III (в миру Джованни Гаэтано дельи Орсини; р. ок. 1216), 188-й папа римский (1277—1280).
- 1485 ― погиб Ричард III (р. 1452), король Англии (с 1483), последний Плантагенет на английском престоле.
- 1523 ― Люсьен, (р. 1462), сеньор Монако (с 1505).
- 1806 — Жан Оноре Фрагонар (р. 1732), французский живописец и график.
- 1890 — Василе Александри (р. 1821), румынский поэт, драматург, политик и дипломат.
- 1891 — Ян Неруда (р. 1834), чешский писатель, поэт и журналист.

### XX век
- 1903 — Роберт Гаскойн-Сесил Солсбери (р. 1830), британский государственный деятель, 44-й, 46-й и 49-й премьер-министр Великобритании.
- 1914 — Михаил Акимов (р. 1847), российский государственный деятель, председатель Госсовета (1907—1914).
- 1921 — Вильгельм Кирхнер (р. 1848), немецкий зоотехник.
- 1922 — убит Майкл Джон Коллинз (р. 1890), ирландский военный, политик и революционер, борец за независимость Ирландии.
- 1940 — погиб Владимир Стржижевский (р. 1894), российский военный лётчик-ас Первой мировой войны, гражданский пилот Королевства Югославии.
- 1942 — Михаил Фокин (р. 1880), русский и американский артист балета и хореограф.
- 1945 — погиб Георгий Кара-Мурза (р. 1906), советский историк-китаевед.
- 1952 — Хиранума Киитиро (р. 1867), премьер-министр Японии (1939).
- 1958 — Роже Мартен Дю Гар (р. 1881), французский писатель, лауреат Нобелевской премии (1937).
- 1965 — Эллен Черч (р. 1904), американская медсестра и, предположительно, первая в мире стюардесса.
- 1966 — погиб Владислав Иллич-Свитыч (р. 1934), советский лингвист, реконструктор ностратического праязыка.
- 1967 — Грегори Гудвин Пинкус (р. 1903), американский эндокринолог.
- 1976 — Джина Бахауэр (р. 1913), греческая пианистка.
- 1978 — Иньяцио Силоне (р. 1900), итальянский писатель и политический деятель.
- 1980 — Габриэль Гонсалес Видела (р. 1898), президент Чили (1946—1952).
- 1981 — Глаубер Роша (р. 1939), бразильский кинорежиссёр.
- 1983 — Борис Ласкин (р. 1914), советский киносценарист, поэт, прозаик, драматург, автор песен.
- 1985 — Александра Хохлова (р. 1897), киноактриса, режиссёр и сценарист, заслуженная артистка РСФСР.
- 1989 — Александр Яковлев (р. 1906), авиаконструктор, создатель самолётов серии «ЯК», дважды Герой Социалистического Труда.
- 1991 — покончил с собой Борис Пуго (р. 1937), министр внутренних дел СССР.
- 1993
  - Динмухамед Кунаев (р. 1912), первый секретарь ЦК Компартии Казахской ССР (1960—1962, 1964—1986).
  - Афанасий Салынский (р. 1920), русский советский драматург, киносценарист, главный редактор журнала «Театр».
- 1996 — Зиновий Паперный (р. 1919), советский и российский филолог, литературовед, критик, пародист.
- 1999 — Александр Демьяненко (р. 1937), актёр театра и кино и телевидения, мастер дубляжа, народный артист РСФСР.

### XXI век
- 2001 — Бернар Эйвельманс (р. 1939), бельгийский зоолог и писатель, один из создателей криптозоологии.
- 2011 — Абдель Азиз Абдель Гани (р. 1939), премьер-министр Йемена (1975—1980, 1983—1990, 1994—1997).
- 2023 — Сальваторе (Тото) Кутуньо (р. 1943), итальянский певец и композитор.

## Приметы
День Матфея. Матвей. Змеесос коров.
- Матфей ненастье подпускает.
- В старину считалось, что в этот день змеи могут высосать из коров всю кровь, поэтому их не выгоняли на паству[14].